# Società toscana di orticultura

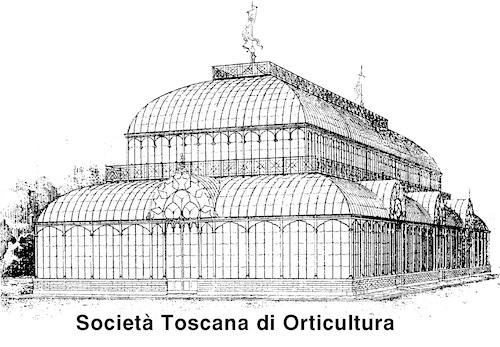
Logo della Società raffigurante il tepidario di G. Roster

La Società toscana di orticultura è nata nel 1854 per iniziativa dell'Accademia dei Georgofili, con lo scopo di incoraggiare e promuovere l'orticoltura in Toscana. Dopo quasi due secoli, la sua attività colturale continua, non solo con l'organizzazione di mostre mercato floro-vivaistiche e corsi di formazione in tema di orticoltura, giardinaggio, architettura dei giardini e agricoltura, ma anche grazie ad una biblioteca fornita di numerosi volumi antichi e un archivio storico: testimonianza concreta della sua importanza a livello nazionale ed internazionale.

## Storia

Manifesto della mostra dell'Arte e dei Fiori del 1896/97 organizzata dalla Società in collaborazione con la Società delle Belle Arti di Firenze

Il 28 marzo 1852 l'Accademia dei Georgofili nominava una commissione con lo speciale incarico di procurare in Firenze la costituzione di una Società di Orticultura: "La Società dovrebbe risiedere a Firenze, intitolarsi Società Toscana di Orticultura, e proporsi d'incoraggiare e promuovere questo importante ramo d'industria con tutti quei mezzi che stimerà opportuni, tra i quali son certo le Esposizioni". La commissione addetta a tale impresa era formata dalle persone più chiare e competenti dell'epoca in ambito orticolo: il marchese Carlo Torrigiani, Gaetano Baroni, il cavaliere Odoardo Bartolini, Pietro Betti, Cesare Franchetti, Giovanni Geri, Carlo Luzzatti, il marchese Ferdinando Panciatichi, il prof. Filippo Parlatore, il barone Bettino Ricasoli, Antonio Salvagnoli, Emilio Santarelli, Carlo Schmitz, Francesco Sloane, Antonio Targioni-Tozzetti e il marchese Niccolò Ridolfi.
I membri della stessa, per sperimentare l'effettiva popolarità e la possibilità di successo di una tale iniziativa, indissero una prima mostra orticola che si sarebbe dovuta tenere nel settembre dello stesso anno, aprendo nelle provincie toscane una sottoscrizione che sarebbe dovuta servire a raccogliere il denaro necessario a coprire le spese per la mostra e a conferire alcuni premi in contanti agli espositori più meritevoli.
La mostra si tenne nel giardino del palazzo della Crocetta nei gironi 23-26 settembre 1852 ed ebbe un discreto successo perché ad essa vi parteciparono numerosi giardini granducali (Boboli, Castello, Poggio Imperiale, Poggio a Caiano) e molti esponenti delle famiglie nobili toscane: Torrigiani, Ridolfi, Gherardesca, Rospigliosi, Panciatichi Ximenes d'Aragona, Corsini, Ricasoli, Demidoff, ecc…
Il promettente risultato di questa esposizione fece sì che la Commissione poté dedicarsi con fiducia a trovare aderenti per la formazione della Società e fu così che il 24 marzo 1854, in generale assemblea, discusso e approvato lo Statuto Sociale, venne istituita la Società Toscana di Orticultura. Il presidente venne scelto nella figura del prof. Filippo Parlatore.

## Sviluppi della società ed esposizioni
Negli anni successivi andarono sempre aumentando gli iscritti tanto che, nel 1858 la giovane Società, contraendo un prestito ipotecario di 50.000 lire toscane da estinguersi mediante estrazione delle cartelle fruttifere che la rappresentavano, fu in grado di acquistare in enfiteusi dal marchese Lorenzo Ginori Lisci un vasto appezzamento di terreno situato lungo la via Bolognese per crearvi un orto e giardino sperimentale e per tenervi le sociali esposizioni che, fino ad allora, avevano dovuto vagare in diversi giardini, concessi da privati cittadini e da istituti locali.
I vantaggi sperati dalla creazione del giardino sperimentale si resero subito manifesti, contribuendovi la costruzione di un'ampia aranciera e di una stufa per la coltura delle piante da fiore più ricercate, l'impianto di vivai, di alberi da frutto e di varietà di viti molto apprezzate al tempo.
Nel 1862 fu organizzata la prima esposizione all'interno del giardino sperimentale, in questa occasione fu costruito un padiglione illuminato da lanterne colorate, detto “padiglione cinese”, che conferì al giardino un aspetto orientaleggiante.
Nel 1874 fu organizzata a Firenze un'esposizione internazionale orticola tenutasi nel mercato centrale di S. Lorenzo che, per l'occasione, fu trasformato in un bellissimo tepidario dall'ing. Giacomo Roster. La mostra fu inaugurata da S.M. il re Vittorio Emanuele che già in precedenza aveva concesso alla Società l'onore di fregiarsi del titolo regio. Dai proventi ricavati da questa esposizione la Società poté acquistare in assoluto dominio i terreni del giardino sperimentale dove poter esercitare liberamente le proprie attività: istituire conferenze orticole mensili, organizzare mostre nazionali e cominciare la pubblicazione di un Bullettino in fascicoli mensili (il primo numero uscì nel 1876) per tenere informati i soci sulle novità orticole nazionali.
Nel 1876 fu istituita una Federazione fra le società orticole italiane per fissare un turno periodico di mostre orticole nazionali nelle principali città del Regno. Nel 1880, ai tempi della presidenza del cav. Emanuele Orazio Fenzi, fu proprio la Società Toscana di Orticultura ad inaugurare tale turno e, al fine di ospitare degnamente i prodotti della orticultura nazionale, pensò di far costruire un grande tepidario in ferro e vetro all'interno del giardino sperimentale. Per raccogliere il denaro necessario a tale impresa fu aperta una sottoscrizione fra i propri soci: la somma raccolta di 40.000 lire fu stimata sufficiente. Il progetto fu affidato all'ingegnere e architetto Giacomo Roster, membro del Consiglio della Società, e realizzato dalle Officine Michelacci di Pistoia e dalla fonderia Lorenzetti che si occupò delle colonne i ghisa.
Alle spese per questa esposizione concorse anche il re Umberto che concesse il suo Alto Patronato alla Società; la Regina Margherita, inoltre, donò al cav. Giacomo Roster una grande medaglia d'oro.
Nel 1887 Firenze si stava preparando a festeggiare il suo 5º centenario dalla nascita di Donatello e lo scoprimento della facciata di S. Maria del Fiore. Fu così che la Società Toscana di Orticultura decise di organizzare un'Esposizione Generale Orticola e,per renderla più solenne decise di innalzare un nuovo tedipario in ferro e cristallo che aveva già adornato i giardini di San Donato in Polverosa, dimora un tempo della famiglia Demidoff. Il 13 maggio 1887 inauguravano la Festa dei Fiori, il re Umberto, la regina Margherita ed il principe di Napoli.
Nel 1888 la Società cominciò a pensare alla formazione di una Società Botanica. Venne nominato, perciò, una commissione composta dal vicepresidente Teodoro Caruel, da Vincenzo Ricasoli, da Angiolo Pucci, da Cesare D'Ancona e da Marcello Grilli affinché raccogliessero adesioni alla Società. La commissione adempì al mandato e, nella adunanza straordinaria tenuta l'8 gennaio 1888, la Società Botanica Italiana venne fondata ed aprì la serie delle sue riunioni.
Tra il dicembre 1896 ed il maggio 1897, la Società Toscana dell'Orticultura in unione alla Società delle Belle Arti, la quale festeggiava il 50º anniversario dalla sua fondazione, promossero la “Festa dell'Arte e dei Fiori”. Essa fu organizzata lungo le vie del centro di Firenze e vi parteciparono tutte le autorità dell'epoca. Durante questa mostra vennero esposte, non solo numerosissime varietà di piante e fiori, ma anche opere dei maggiori artisti dell'epoca: Telemaco Signorini, Giovanni Fattori, Giovanni Segantini, ecc…
Nel maggio 1903 la Società aprì il suo giardino ad una grande esposizione nazionale orticola, con sezione internazionale. A questa manifestazione si unì anche la Società Colombofila Fiorentina, che promosse una esposizione avicola nazionale alla quale parteciparono i migliori allevatori dell'epoca.
All'interno del tepidario, nelle numerose serre e negli appositi padiglioni vennero esposte delle collezioni di piante veramente innovative per l'epoca: dalle palme alle rose, dalle anthurium alle orchidee, dai pelargoni ai garofani, dalle cactee ai croton. Non mancarono dei padiglioni speciali, primo fra tutti quello dei prodotti agricoli e orticoli della colonia Eritrea.
Nel 1911, accogliendo l'invito del Comune di Firenze, la Società organizzò una esposizione internazionale di floricoltura per partecipare alle feste cinquantenarie della proclamazione del Regno d'Italia. Il numero degli espositori, non mai raggiunto in altre esposizioni, e la varietà dei concorsi ai quali presero parte furono un pegno sicuro della riuscita della manifestazione.
Per tutto il secolo scorso la Società ha continuato ad organizzare esposizioni. Anche dopo il 1931, anno dell'acquisto del Giardino dell'Orticultura da parte del Comune di Firenze, le mostre sono continuate in vari luoghi di Firenze: Loggiato degli Uffizi, Piazza S.S Annunziata, Parterre di Piazza della Libertà. Durante gli anni a cavallo tra le due guerre mondiali la Società non ha esitato a partecipare e a proporre nuove iniziative. Ricordiamo il concorso Firenze Fiorita che fu proprio ideato in quegli anni e che continuò a perpetrarsi annualmente fino agli ultimi anni del ‘900.
In occasione di questa manifestazione la città di Firenze veniva divisa idealmente secondo i vecchi quartieri: Santa Maria Novella, San Giovanni, Santo Spirito e Santa Croce; ad ogni quartiere veniva assegnata una giuria che doveva decretare la terrazza con l'addobbo floreale meglio riuscito.
Ancora oggi la Società Toscana di Orticultura continua la sua attività promuovendo iniziative e organizzando mostre-mercato di piante e fiori primaverili e autunnali che, dal 2000, sono ritornate nella loro sede originaria: il giardino pubblico di via Bolognese.

## Archivio storico e biblioteca

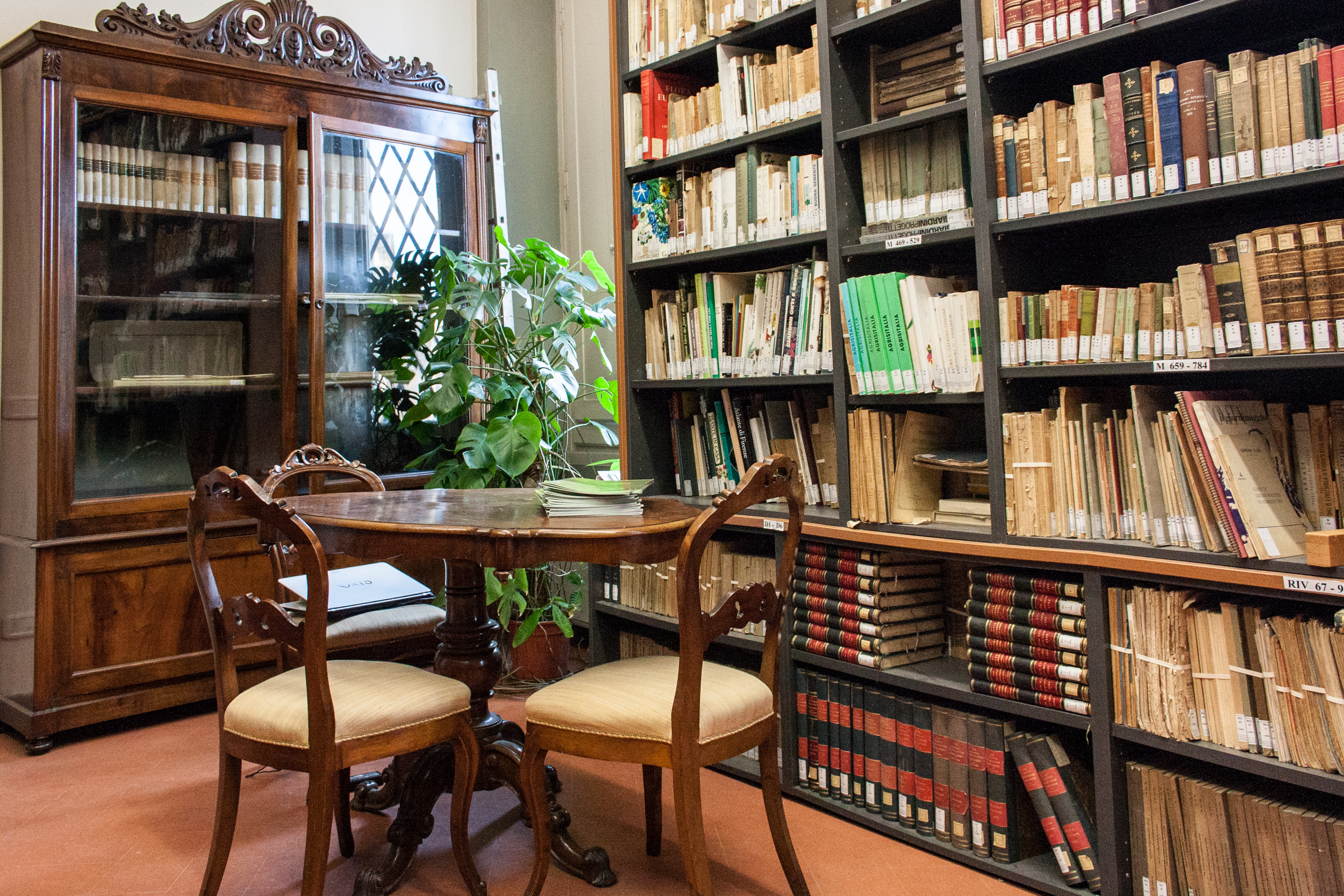
Locali della biblioteca situata a Villa Bardini, Costa San Giorgio n.6, Firenze

La biblioteca della Società Toscana di Orticultura conserva oltre 5.000 volumi e riviste specializzati in botanica, orticoltura, vivaistica, giardinaggio, ecc… Oltre alle ultime novità in materia, essa custodisce alcuni esemplari autografi con coperta in pergamena del XVI e XVIII secolo. La biblioteca, inoltre, ospita un fondo speciale donatole dal noto professore Sergio Orsi, presidente emerito della Società dal 1977.
L'archivio storico copre gli anni 1852-1970, esso conserva più di 10.000 documenti che raccontano la storia della Società fin dalle sue origini; oltre a migliaia di lettere manoscritte dei più importanti artisti e delle più chiare personalità dell'epoca, vi sono custoditi cataloghi, litografie e fotografie, testimonianze fondamentali anche per la storia di Firenze.

## Il Bullettino

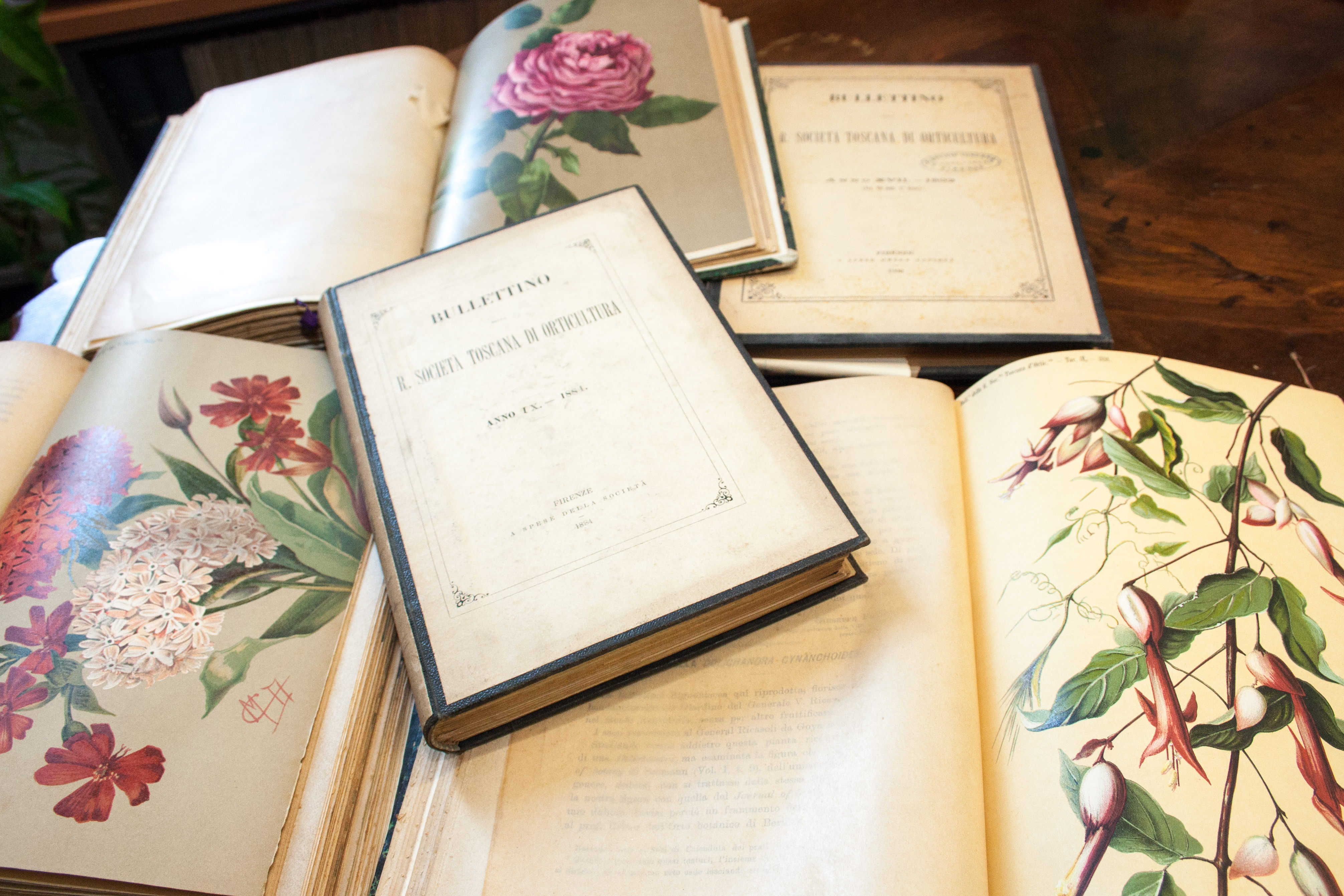
Alcune delle copie più antiche del Bullettino della Società, contenenti meravigliose illustrazioni di piante e fiori

Il Bullettino della Società Toscana dell'Orticultura è stato pubblicato per la prima volta nel 1876 e per alcuni anni è stato anche organo ufficiale della Società Orticola di Lombardia che nasce quasi in contemporanea; da allora è una delle pubblicazioni più accreditate per quanto riguarda la botanica, il verde urbano, la paesaggistica e la cultura dei giardini. I maggiori vivaisti, floricoltori e orticoltori italiani del XIX e XX secolo, quali Orazio Fenzi, il barone Ricasoli, C. Sprenger, Angiolo Pucci, Roster, Pietro Porcinai, De Philippis, Odoardo Beccari, etc..., hanno dato numerosissimi contributi al Bullettino, rendendolo una miniera di informazioni sulla storia della botanica e sulla formazione dei maggiori giardini italiani. Il Bullettino, inoltre, rendeva conto di tutta l'attività svolta dalla Società nel giardino sperimentale di via Bolognese, con grande accuratezza e magnifiche illustrazioni di piante e fiori. Ancora oggi, il Bullettino della Società Toscana dell'Orticultura continua ad essere una pubblicazione molto apprezzata a livello nazionale ed internazionale che contribuisce ad arricchire le conoscenze botaniche e florovivaistiche a livello nazionale. Il Bullettino è ancora pubblicato con cadenza quadrimestrale.

## Presidenti
- Prof. Filippo Parlatore (dal 1854 al 1877)
- Emanuele Orazio Fenzi (dal 1879 al 1892)
- March. Carlo Ridolfi (dal 1893 al 1918)
- Prof. Vincenzo Valvassori (dal 1919 al 1922)
- March. Carlo Torrigiani (dal 1922 al 1931)
- Sen. Conte G. Pelli Fabbroni (dal 1931 al 1935)
- March. Carlo Torrigiani (dal 1935 al 1938)
- March. Lamberto Frescobaldi (dal 1938 al 1945)
- Nello Niccoli (dal 1945 al 1954)
- M.se Piero Grossi (dal 1955 al 1960)
- Bardo Bardi (dal 1960 al 1976)
- Prof. Sergio Orsi (dal 1977 al 2008)
- Dott. Marcello Masotti (dal 2008 al 2011)
- Dott. Alberto Giuntoli (dal 2011 in carica)